# Muž, který sázel stromy (film)
Muž, který sázel stromy je krátký kanadský animovaný film.

## Popis
Námětem tohoto díla byla stejnojmenná povídka Jeana Giona. Film režíroval Frédéric Back. Ve filmu zazní hlasy herců Christophera Plummera a Philippe Noireta.
Film je dlouhý 30 minut a byl natočen roku 1987.

## Děj
Hlavním hrdinou je muž - poustevník, který se dlouhou dobu věnuje zalesňování holé nehostinné krajiny.